# Robert Blum (schermidore)
Robert Max Blum (Pittsburgh, 24 novembre 1928 – Rensselaerville, 27 novembre 2022) è stato uno schermidore statunitense, specialista della sciabola.

## Biografia
Ha partecipato ai Giochi della XVIII Olimpiade di Tokyo nel 1964 ed ai Giochi della XIX Olimpiade di Città del Messico nel 1968.

## Palmarès
In carriera ha conseguito i seguenti risultati:
- Giochi Panamericani:

Chicago 1959: oro nella sciabola a squadre.